# مانويل كورتينا
مانويل كورتينا (بالإسبانية: Manuel Cortina Martínez) هو راكب الكنو مكسيكي، ولد في 21 يوليو 1983.

## وصلات خارجية
- مانويل كورتينا على موقع أوليمبيديا (الإنجليزية)